# Březová, Karlovy Vary
Březová là một làng thuộc huyện Karlovy Vary, vùng Karlovarský, Cộng hòa Séc.